# Umsobomvu
Umsobomvu es un municipio local sudafricano situado en el distrito de Pixley ka Seme, en la provincia de Cabo Septentrional.

## Superficie
Umsobomvu tiene una superficie de 6813 km².

## Demografía
En 2022, tenía 298 057 habitantes, una densidad poblacional de 4,33 hab./km², y 8057 viviendas.